# Marden (Herefordshire)
Marden – wieś w Anglii, w hrabstwie Herefordshire. Leży 8 km na północ od miasta Hereford i 190 km na zachód od Londynu.